# Litworowy Kocioł (Tatry Zachodnie)

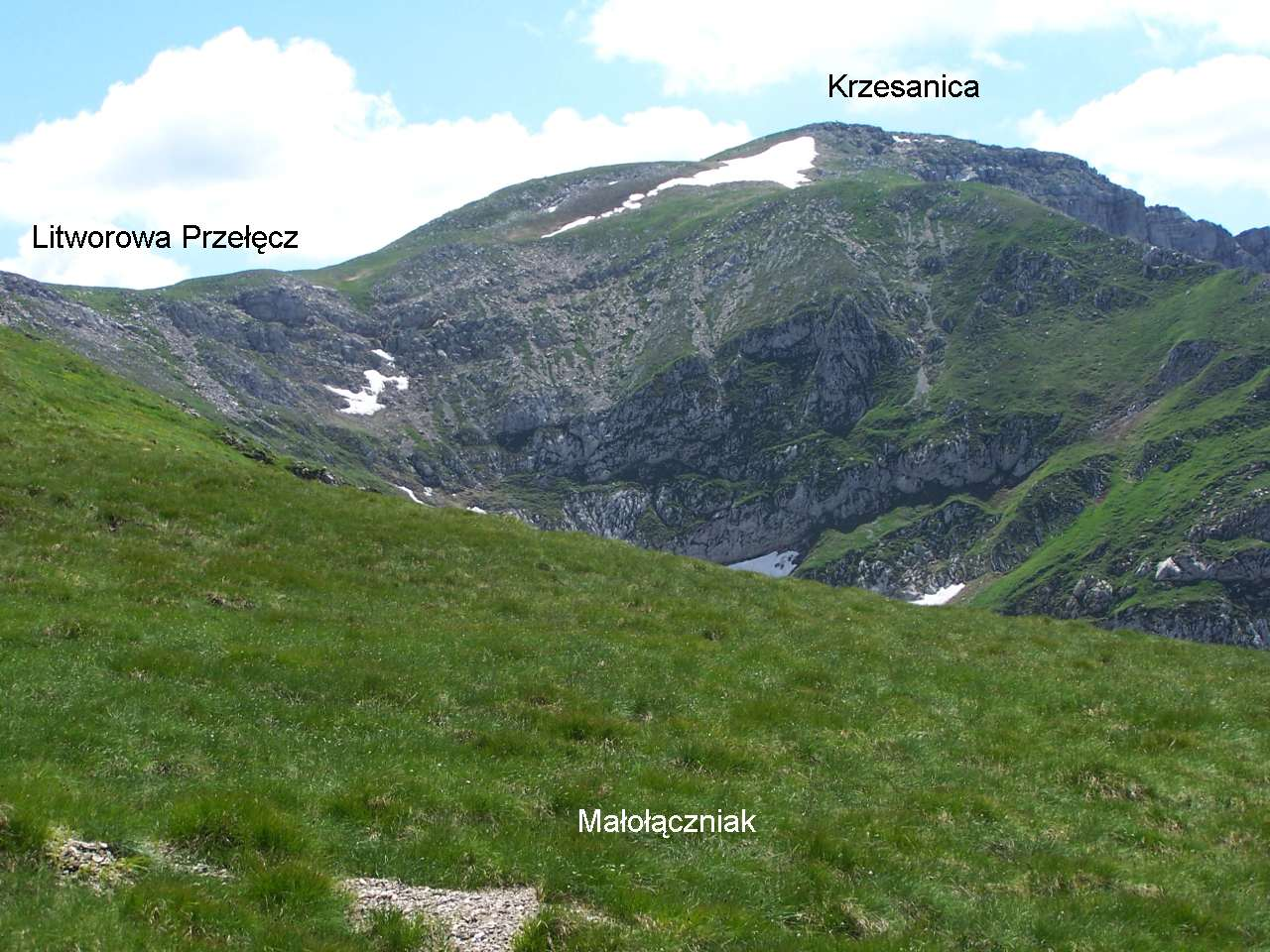
Widok na Litworowy Kocioł z Czerwonego Grzbietu

Litworowy Kocioł – cyrk lodowcowy w najwyższej części Doliny Litworowej w polskich Tatrach Zachodnich. Od zachodniej strony otoczony jest Kozim Grzbietem z Machajówką, od wschodniej Czerwonym Grzbietem, od południowej odcinkiem grani głównej Tatr od Małołączniaka (2096 m) przez Litworową Przełęcz po zwornik Koziego Grzbietu znajdujący się kilkadziesiąt metrów na wschód od szczytu Krzesanicy. Od północnej strony kocioł zatamowany jest moreną czołową biegnącą od Machajówki po Litworowy Grzbiet. Morena ta jest o około 60 m wyższa od dna kotła. Najbardziej strome zbocza ma Litworowy Kocioł od strony Koziego Grzbietu. Natomiast zbocza Czerwonego Grzbietu (tzw. Litworowy Upłaz) są trawiaste i niezbyt strome. Dawniej były wypasane, wchodziły w skład Hali Upłaz. Wśród skałek znajduje się w nich wlot do Jaskini Lodowej Litworowej. Litworowy Kocioł znajduje się na podłożu skał dolomitowo-wapiennych, w których występują zjawiska krasowe. Skutkiem tych zjawisk dno Kotła Litworowego jest suche, gdyż woda spływa podziemnymi przepływami. Efektem zjawisk krasowych jest też występowanie w Dolinie Litworowej skomplikowanego systemu jaskiń.
Mieści się tam stacja meteorologiczna od czerwca 2022 roku prowadzona pod kierownictwem Zakładu Meteorologii i Klimatologii, Uniwersytetu Adama Mickiewicza w Poznaniu oraz pod opieką pracowników naukowych Tatrzańskiego Parku Narodowego. 18 lipca 2022 roku stacja zanotowała temperaturę –5,7 °C. Był to nowy polski rekord zimna dla tego miesiąca. 17 lutego 2025 roku ok. 6:30 stacja meteorologiczna zarejestrowała tutaj najniższą temperaturę w historii pomiarów instrumentalnych na ziemiach polskich: –41,13 °C.